# 전은진
전은진(1991년 10월 13일 ~ )은 대한민국의  가수다.

## 개요
전은진은 서정적이면서도 처연한 보컬 톤이 특색이다. 2014년 4월 14일 컴백을 예고하고 복귀했다.

## 데뷔
2013년 4월 16일 싱글앨범 《망각》으로 데뷔하였다.

## 연예활동
- MBC 《스타 오디션 위대한 탄생 2》에 참가해 2012년 3월 23일 결선 생방송 TOP 3까지 진출하였다.
- 2020년12월19일 KBS 2TV 《트롯 전국체전》에 참가하였으나, 1라운드 미스터리 지역선수 선발전에서 탈락하였다.

## 방송
- 위대한 탄생 Hidden Track
- M count down 데뷔
- MBC '세바퀴'
- MBC '쇼 음악중심'
- 성시경의 '음악도시' 라디오
- 신동 '심심타파'
- 정오의 희망곡
- UV 뮤지 친한친구
- 홍진경의 두시
- 중국 호남위성 super girls '
- 남방위성 Star Voice
- 2020.12.19. KBS 2TV 《트롯 전국체전》3회 참가자

## 공연
- 가수 박정현, 이승환, 윤상 콘서트 게스트
- 삼성 '열정락서'
- XL GGAMES ArcheAge OST,
- TGC Tancant Games Carnival
- 아키에이지 OST 공연

### professional Experience
- 2010 Chours 코러스
- 2010 2인조 'Humming, J' 활동
- 2011 MBC '위대한 탄생2' 프로그램 Top 3
- 2010 Ode. INC Entertainment(오드 아이엔씨)
- 2013 <망각> 데뷔

## 앨범
- 2010 Humming J 《열쇠》
- 2010 Humming J 《사랑약속》
- 2012 위대한 탄생2 Top 10 <그때 그 사람>, Top 8 <좋아좋아>, Top 6 <My Prayer>, Top 4 <Shining>, Top 3 <그대안에 블루>
- 2013.04.16. 싱글 《망각》 (장르: 발라드)[1]
- 2014.04.14. 싱글 《사랑, 봄 날》 (장르: 락) 수록곡 <사랑>(작사: 전은진), <봄 날>(작사: 전은진)
- 2016 싱글 《深愛的人》 중국 OST
- 2020.06.10. 싱글 《그대를 마나고》 (장르: 발라드) 수록곡 <그대를 만나고>, <스르륵>
- 2020.07.11. 싱글 《안아줄래》 (장르: 발라드)
- 2020 싱글 《I want you to stay》
- 2020.10.22. 싱글 《흔한 이별》 (장르: 발라드)

### <위대한 탄생 시즌 2>
- 발매사: (주)엔에이치엔벅스, 기획사: MBC
- 2012.02.10. 《위대한 탄생 시즌2 TOP12 - 위대한 명곡 Old & New》 (장르: 락) <그때 그 사람 (심수봉)>
- 2020.02.17. 《위대한 탄생 시즌2 TOP 10 - Love Song》 (장르: 발라드) <좋아 좋아 (일기예보)>
- 2012.02.24. 《위대한 탄생 시즌2 TOP8 - K Pop》 (장르: 발라드) <My Prayer(보아)>
- 2012.03.02. 《위대한 탄생 시즌2 TOP 6 '밴드'》 (장르: 발라드) <샤이닝 (자우림)>
- 2012.03.29. 《위대한 탄생 시즌 2 - Special Stage》 (장르: 발라드) <그대 안의 블루>(전은진, 이현)

### <브런치 레시피(Brunch recipe)>
- 발매사: Dreamus, 기획사: (주)RBW
- 2020.07.25. 《Brunch recipe》 (장르: 인디뮤직) <Love Love Love (Feat. 전은진)>
- 2020.09.21. 《좋아해도 될까요》 (장르: 발라드, 인디뮤직) <좋아해도 될까요 (Feat. 전은진)>,<핑크빛 (Feat. 전은진, 더 브릿지)>

## 경력
- 호북위성 예능 '知果愛' OST (만약 사랑이라면) 노래, 작사, 편곡[2]
- 남방위성 Star voice 출연
- 쿠고우판싱방송 계약, 활동
- 오디션 프로그램 'Super Girls' 광동성 1위
- 윤상 <소월에게 묻기를> chinese ver. 작사
- <사랑>, <봄날> chinese ver. 작사
- 케이윌 <내게 와줘서> chinese ver. 작사
- k-pop 개인 보컬 트레이너
- 2020.05.09. (주)RBW 가수

## 수상
- 2019.05.12. <제12회 영남일보 국제하프마라톤대회> 20대 여자 Half 종목 1위 (기록 1:54:42)[3]
- 2017.04.09. <제28회 전국 장거리 핀수영 선수권 대회> 2km 종목 2등

## 모델
- 2020.04.29. HIP.J 스포츠웨어 모델